# Steinasäge

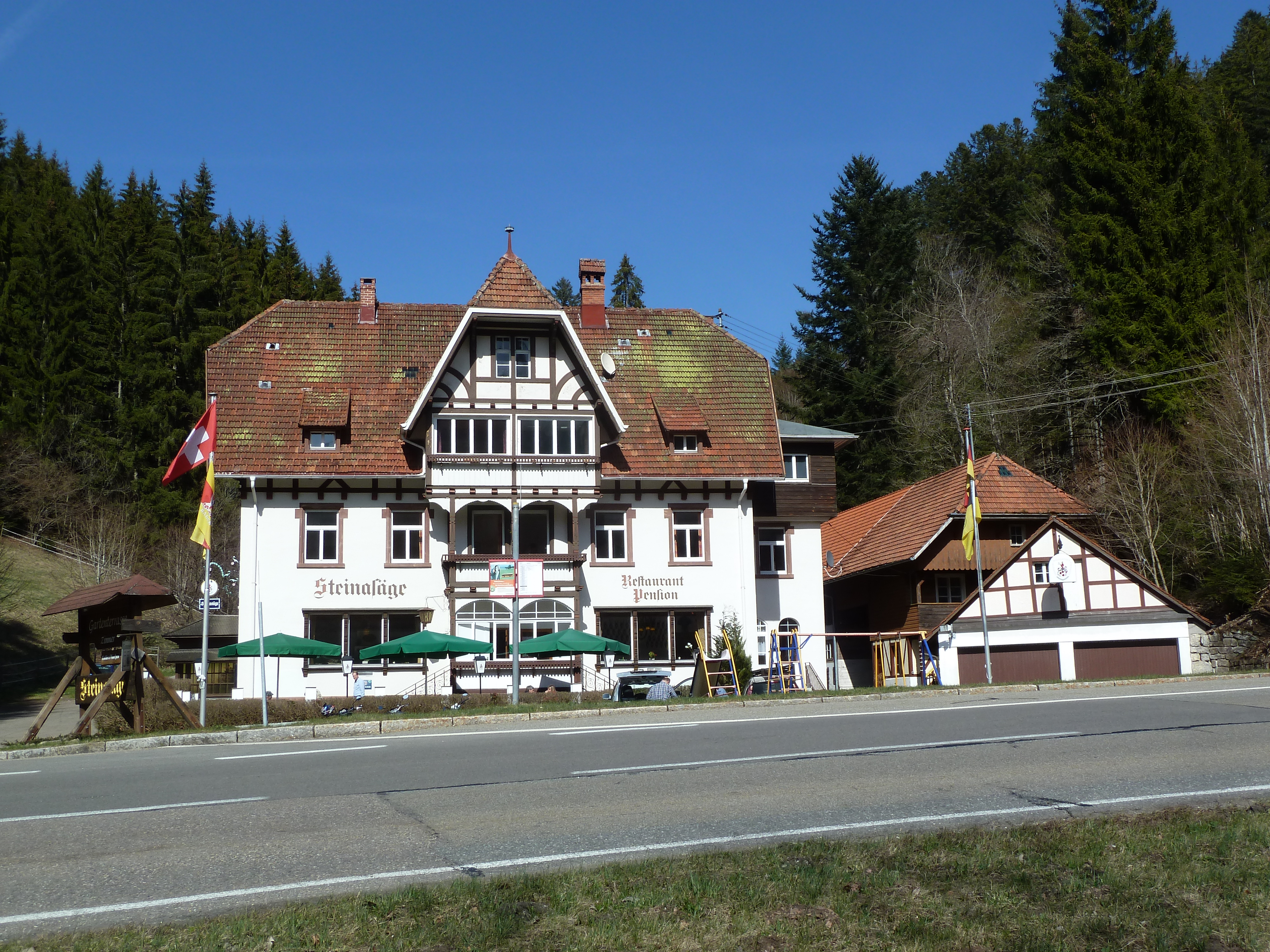
Hotel Steinasäge

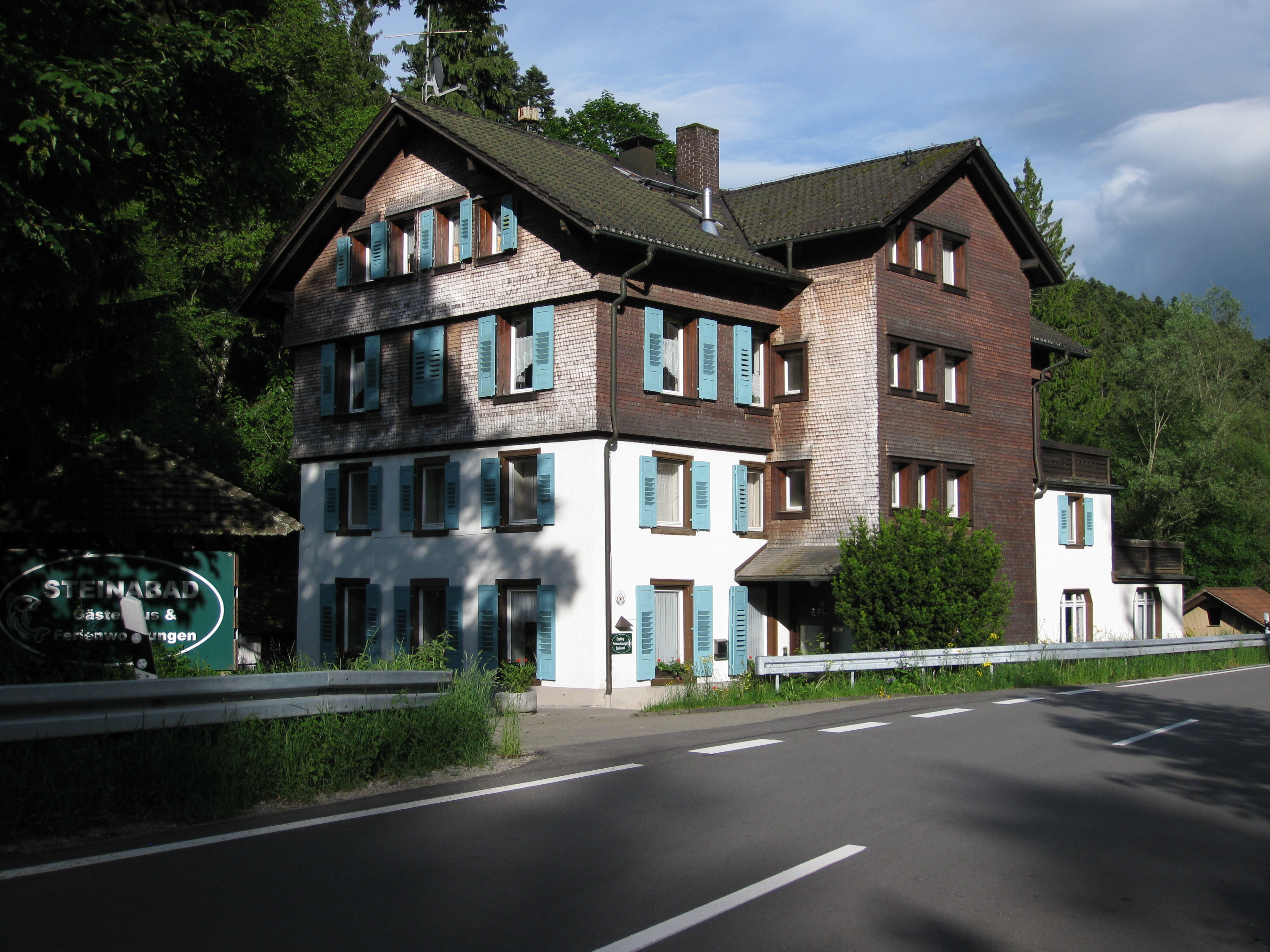
Ehemaliges Kurbad Steinabad

Steinasäge ist ein kleiner Weiler der Gemeinde Bonndorf im Schwarzwald, der an dem namensgebenden Fluss Steina liegt. Der Weiler Steinasäge besteht aus einem ehemaligen Sägewerk, einem Hotel und dem früheren Schullandheim und heutigem Gästehaus Steinabad.

## Lage
Die Steinasäge liegt in der Talsohle der Steina an der L170, welche hier die Steina überquert. Auf der rechten Flussseite zweigt die L159 ab, welche entlang des Steinatals über Untermettingen, Detzeln nach Tiengen führt. Auf der linken Seite der Steina führt ein schmales Sträßchen über die Walkenmühle, den Weiler Ötiswald zur Sommerau, wiederum einem kleinen Weiler, welcher in einer Talaue des Steinatals liegt. Alle diese Weiler gehören ebenfalls zur Stadt Bonndorf.

## Geschichte
Vor dem Bau der L170 kreuzten bereits an dieser Stelle Fahrwege die Steina. Von Bonndorf kommend, war dies ein direkter und damit steiler Fahrweg, der heute als alte Steinasäger Straße bekannt ist. Richtung Rothaus, Grafenhausen und Seebrugg fand der Weg seine Fortsetzung in der Kohlhalder Straße.
Neben seiner regionalen verkehrstechnischen Bedeutung befanden sich hier, wegen der zur Verfügung stehenden Wasserkraft, eine Mühle und ein Sägewerk. Ein kleiner Stauweiher mit Stellfalle ist noch heute vorhanden und wird als Fischteich genutzt. Aus dem Jahr 1368 ist eine Mühle an der Steina belegt und ab 1589 eine Sägemühle. Ab 1668 gehörten Steinensägen und die Mühle kirchlich zu Bonndorf und das Sägewerk Steinen Seege war 1697 im Besitz des Paulinerklosters Bonndorf. Mit dem Erwerb Bonndorfs durch das Kloster St. Blasien kam auch die Steinasäge in dessen Besitz und wurde als Lehen verpachtet. Im 20. Jahrhundert wurde nur noch das Sägewerk betrieben, welches zwischenzeitlich im Besitz der Familie Duttlinger/Gerdes war. 

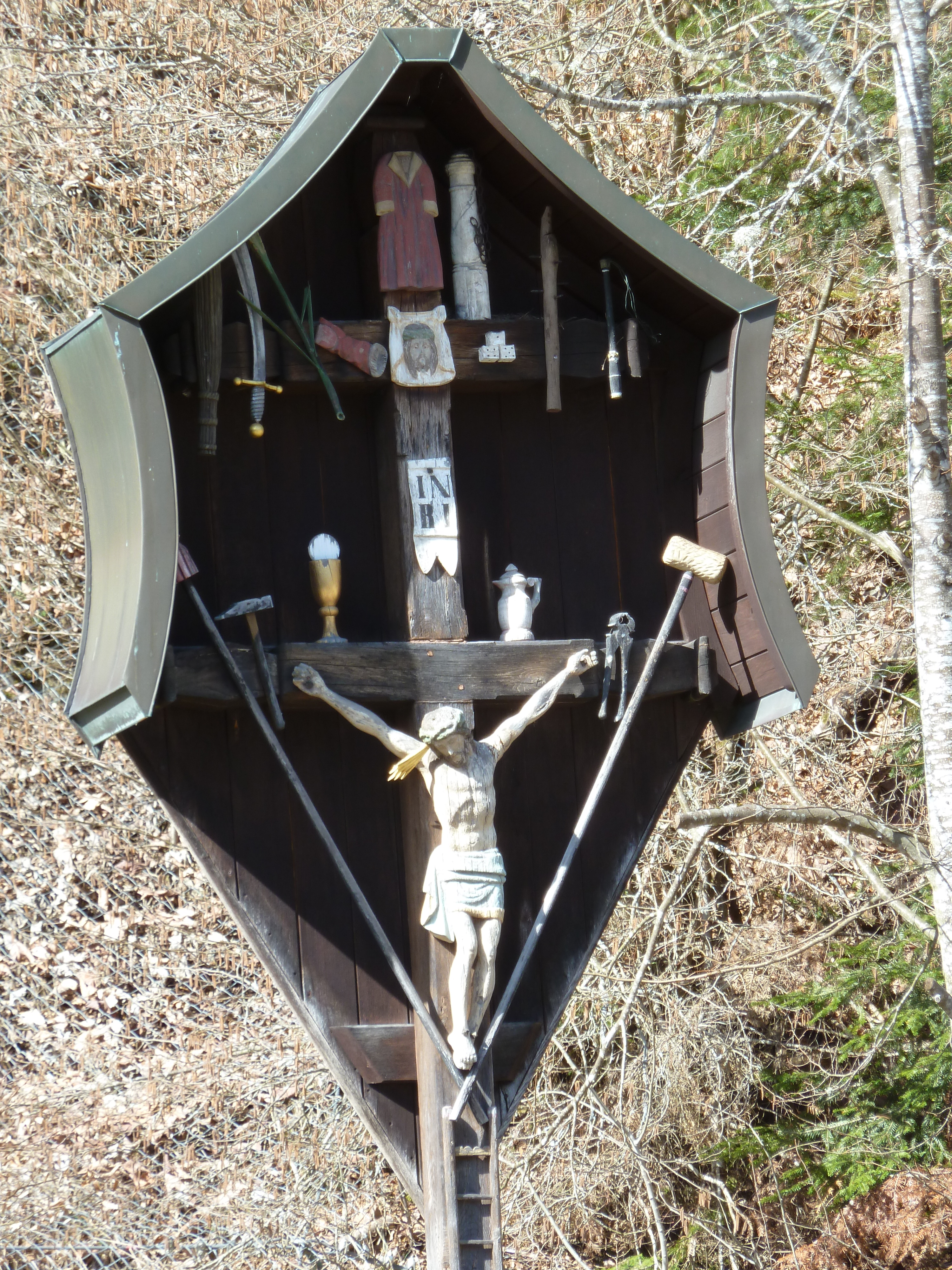
Arma-Christi-Kreuz in der Steinasäge

Der Sägewerksbesitzer Martin Duttlinger (1871–1956) stiftete 1938, als Gedenken an seinen im Rhein bei Köln ertrunkenen Sohn Martin (1909–1927), in der St.-Peter-und-Paulskirche Bonndorf ein Martinsfenster.
Im Besitz des Sägewerks befand sich ein Feuerwehrfahrzeug mit Leitern und Sitzmöglichkeiten, das im Frühjahr 1945 auch in Bonndorf eingesetzt wurde, um Brände infolge eines französischen Jagdbomber-Angriffs zu löschen. Nach über 400 Jahren brannte 1977 das Sägewerk komplett nieder und wurde daraufhin nicht mehr aufgebaut.
Neben dem Hotel Waldgasthof Steinasäge befindet sich ein Arma-Christi-Kreuz. Das Kreuz wurde wegen des Straßenbaus mehrmals versetzt und in den 1980er Jahren abgebaut und im Steinabad eingelagert. Die von der Steinasäge stammende Beate Rösch, nahm sich des Kreuzes an und ließ es 1989 für 20.000 DM (2025: ca. 21.000 EUR) restaurieren, wobei das Landesdenkmalamt einen Zuschuss von 8.000 DM (2025: ca. 8.000 EUR) gewährte. Hans Jakob Wörner vom Landesdenkmalamt Baden-Württemberg, Außenstelle Freiburg, schätzte das Alter des Kreuzes damals auf 250 Jahre, sodass die Entstehung des Kreuzes in die Zeit von 1730 bis 1750 fallen dürfte. 1990 wurde das restaurierte Kreuz, welches als Wetterschutz mit einem Kupferdach versehen wurde, an seiner jetzigen Stelle neu aufgerichtet. In einer Feierstunde wurde das Kreuz am 1. April 1990 vom damaligen Stadtpfarrer Eugen Fleig gesegnet.